# Taous Chraïti
Taous Chraïti (arabe : طاوس الشرايطي), née le 10 septembre 1925 au Sers et morte le 10 juillet 2019 à Tunis, est une militante indépendantiste tunisienne.

## Biographie
Fille de El Mosbah El Hammami, Taous Chraïti naît le 10 septembre 1925 au Sers dans l'actuel gouvernorat du Kef. Elle épouse à l'âge de onze ans son cousin Lazhar Chraïti alors âgé de 17 ans.
Taous Chraïti s'installe avec son mari à Gafsa et le soutient dans sa lutte armée contre les forces coloniales françaises. Elle est interpellée et torturée par la police coloniale, qui emploie notamment du courant électrique, afin de dénoncer le lieu où se trouve son mari.
Elle est blessée par balles au niveau des genoux lors de l'un des combats qui opposent les forces de l'armée française et les fellagas dont faisait partie son mari.
Après l'exécution de son mari en 1963, Taous Chraïti doit batailler pour conserver sa maison qui faillit être confisquée par l'État tunisien. 
Durant les années qui suivent, elle demande sans relâche à l'État de lui indiquer le lieu d'inhumation de son mari et de réhabiliter sa mémoire pour tous les services qu'il a rendus au pays. Ce n'est qu'à l'occasion du 57e anniversaire de l'indépendance que le président Moncef Marzouki décore à titre posthume Lazhar Chraïti des insignes de grand officier de l'Ordre de l'Indépendance.
Taous Chraïti meurt le 10 juillet 2019,, à l'âge de 93 ans, sans connaître le lieu d'inhumation de son mari.